# Atelopus arsyecue
Atelopus arsyecue je druh ropuchy z rodu Atelopus z čeledi ropuchovitých, endemický pro pohoří Sierra Nevada de Santa Marta v Kolumbii. Jeho přirozeným prostředím jsou subandské a andské lesy, subpárama a párama (tj. andská rašeliniště) ve výšce 2000–3500 m n. m. Rozmnožování probíhá v prudce tekoucích řekách. Jeho unikátní černobílé zbarvení je přirovnáváno k hvězdné obloze.
Druh je ohrožen chytridiomykózou a ztrátou přirozeného prostředí; přes 30 let byl považován za vyhynulý. O jeho trvající existenci však věděla komunita Arhuaců v Sogrome, jež jej nazývala gouna a jeho stanoviště považovala za posvátné místo. V roce 2019 kmen odsouhlasil spolupráci s výzkumníky a na dotyčné stanoviště je zavedl, čímž bylo uskutečněno první pozorování po více než 30 letech.